# Alcornocal de Zumajo
Alcornocal de Zumajo este o arie protejată (arie specială de conservare — SAC, sit de importanță comunitară — SCI) din Spania întinsă pe o suprafață de 3.126,11 ha, integral pe uscat.

## Localizare
Centrul sitului Alcornocal de Zumajo este situat la coordonatele 39°06′47″N 4°50′38″W / 39.113°N 4.844°V.

## Înființare
Situl Alcornocal de Zumajo a fost declarat sit de importanță comunitară în decembrie 2000 pentru a proteja 5 specii de animale. Situl a fost protejat și ca arie specială de conservare în mai 2015.

## Biodiversitate
Situată în ecoregiunea mediteraneană, aria protejată conține 10 habitate naturale: Pseudostepă cu ierburi și specii anuale de Thero-Brachypodietea, Galerii și tufărișuri riverane sudice (Nerio-Tamaricetea și Securinegion tinctoriae), Păduri de Quercus suber, Păduri de Quercus ilex și Quercus rotundifolia, Păduri iberice de Quercus faginea și Quercus canariensis, Mlaștini turboase de tranziție și turbării mișcătoare, Dehesas cu Quercus spp. perene, Pajiști umede atlantice temperate cu Erica ciliaris și Erica tetralix, Pajiști cu Molinia pe soluri calcaroase, turboase sau argilos-nămoloase (Molinion caeruleae), Pajiști uscate europene.
La baza desemnării sitului se află mai multe specii protejate:
- păsări (4): vulturul negru (Aegypius monachus), acvilă de munte (Aquila chrysaetos), barză neagră (Ciconia nigra), vultur egiptean (Neophron percnopterus)
- amfibieni (1): Discoglossus galganoi

Pe lângă speciile protejate, pe teritoriul sitului au mai fost identificate 10 specii de plante.